# Johnnie Walker (ciclista)
Johnnie Walker (Sale, 17 de marzo de 1987) es un ciclista australiano.
Hermano del corredor australiano William Walker, y que corrió en 2009 con el Fuji-Servetto, en la que tuvo que dejar la práctica del ciclismo de élite por problemas cardíacos. En la segunda mitad de la temporada 2009, corrió en el equipo Trasmiera-Fuji, filial del Footon-Servetto. En 2010 dio el salto al primer equipo, de categoría UCI ProTour, dando así el salto al profesionalismo de primer nivel.
A partir de 2011 ha corrido con equipos continentales de su país, haciéndolo en 2013 con el Drapac Cycling.

## Palmarés
No ha conseguido victorias como profesional.

## Resultados en Grandes Vueltas
| Carrera | Carrera         | 2007 | 2008 | 2009 | 2010  | 2011 | 2012 | 2013 |
| ------- | --------------- | ---- | ---- | ---- | ----- | ---- | ---- | ---- |
|         | Giro de Italia  | —    | —    | —    | —     | —    | —    | —    |
|         | Tour de Francia | —    | —    | —    | —     | —    | —    | —    |
|         | Vuelta a España | —    | —    | —    | 147.º | —    | —    | —    |

—: no participa
Ab.: abandono

## Equipos
- SouthAustralia.com-AIS (2007-2008)
- Trek-Marco Polo Cycling Team (2009)[1]
- Footon-Servetto (2010)
- V Australia (2011)[2]
- Drapac Cycling (2013)